# Monarquía parlamentaria
La monarquía parlamentaria es una forma de gobierno con sistema representativo en la que el rey ejerce la función de jefe de Estado bajo el control del poder legislativo (parlamento) y del poder ejecutivo (gobierno). Las normas y decisiones emanadas del Parlamento regulan no solo el funcionamiento del Estado sino también la actuación y funciones del propio rey.
Es muy usual, incluso en la bibliografía de las ciencias políticas, identificarla con otro tipo de monarquía, la monarquía constitucional. Aunque esta última tiene una característica muy distinta, y es que permite reservar una mayor capacidad y funciones al rey, que retiene gran parte del poder, por ejemplo, controlando al poder ejecutivo.
En la mayoría de las monarquías parlamentarias actuales la autonomía y poderes del monarca están muy limitados y recortados, pudiendo el Parlamento en cualquier momento tomar decisiones que obliguen a su cumplimiento por parte del Rey. Las excepciones a estas limitaciones generalizadas son puras reminiscencias históricas que se mantienen por tradición en algunas monarquías más antiguas, aunque normalmente se refieren a temas de poca trascendencia para la vida política del país. La toma efectiva de decisiones se mantiene en el Gobierno y en las distintas cámaras de representación parlamentaria, que en una monarquía parlamentaria son considerados los depositarios de la soberanía popular.
En este tipo de sistema político, el monarca sanciona las leyes y decretos que le son presentados para firmar por parte del Gobierno y Parlamento.
Suele ser habitual en una monarquía parlamentaria que el monarca disfrute de privilegios en función de su papel como máximo representante del país y jefe del Estado. Estos privilegios suelen referirse no solo al mantenimiento económico de la familia real y su seguridad, sino también a cuestiones de inmunidad jurídica, etcétera, que afectan a uno de los principales órganos de representación del Estado y suelen venir regulados por una constitución o una norma similar de carácter fundamental en derecho.
«Desde los filósofos clásicos se postula un régimen mixto o politeía que esté al servicio del bien común y que promulgue, con prestigio, las leyes; se trata de la institución que, según ellos, garantiza la concordia, la estabilidad, la paz, la continuidad histórica, en la que el Rey es servidor de la ley». Algunas Monarquías Constitucionales «prepararon el camino a la Monarquía Parlamentaria porque sus Monarcas fueron liberales: aunque sus respectivas Constituciones establecían su soberanía compartida con el Parlamento, dieron primacía no solo a este último, sino al pueblo cuya soberanía reconocieron».

Monarquía constitucional o parlamentaria.
Leyenda|#008000|Monarquía de la Mancomunidad de Naciones
Monarquía semiconstitucional
Monarquía absoluta
Entidad monárquica a nivel sub-estatal

[[Archivo:World Monarchies.svg|450px|thumb|center|
     Monarquía constitucional o parlamentaria.
{{Leyenda|#008000|Monarquía de la Mancomunidad de Naciones
     Monarquía semiconstitucional
     Monarquía absoluta
     Entidad monárquica a nivel sub-estatal]]